# La Porte (Texas)
La Porte é uma cidade localizada no estado norte-americano do Texas, no Condado de Harris.

## Demografia
Segundo o censo norte-americano de 2000, a sua população era de 31.880 habitantes.
Em 2006, foi estimada uma população de 33.886, um aumento de 2006 (6.3%).

## Geografia
De acordo com o United States Census Bureau tem uma área de 51,8 km², dos quais 49,1 km² cobertos por terra e 2,7 km² cobertos por água. La Porte localiza-se a aproximadamente 1 m acima do nível do mar.

## Localidades na vizinhança
O diagrama seguinte representa as localidades num raio de 12 km ao redor de La Porte.